# 博比尼 (芒什省)
博比尼（法語：Baubigny，法語發音：[bobiɲi]）是法国芒什省的一个市镇，属于瑟堡区。

## 地理
博比尼（49°25'48"N, 1°48'14"W）面积6.41 平方千米，位于法国诺曼底大区芒什省，该省份为法国西北部沿海省份，西、北、东北三面环大西洋，东起顺时针与卡爾瓦多斯省、奧恩省、马耶讷省和伊勒-维莱讷省接壤。
与博比尼接壤的市镇（或旧市镇、城区）包括：叙尔坦维尔、莱穆瓦捷达洛讷、塞诺维尔。

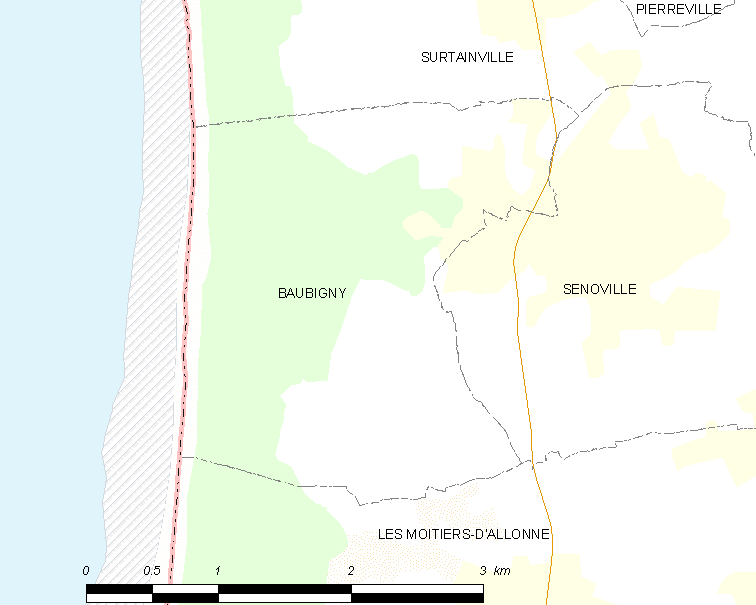
的OSM定位图

博比尼的时区为UTC+01:00、UTC+02:00（夏令时）。

## 行政
博比尼的邮政编码为50270，INSEE市镇编码为50033。

## 政治
博比尼所属的省级选区为莱皮约县。

## 人口

1962-2008年间人口变化图示

博比尼于2022年1月1日时的人口数量为134人。